# فرودگاه وزارت دفاع بریتانیا در باسکامب داون
فرودگاه وزارت دفاع بریتانیا در باسکامب داون (به انگلیسی: MoD Boscombe Down) یک فرودگاه نظامی است که یک باند فرود بتن و آسفالت دارد و طول باند آن ۳۲۱۲ متر است. این فرودگاه در شهر ویلتشایر کشور انگلستان قرار دارد و در ارتفاع ۱۲۴ متری از سطح دریا واقع شده‌است.